# یوشیتومو تانی
یوشیتومو تانی (انگلیسی: Yoshitomo Tani؛ زادهٔ ۹ فوریهٔ ۱۹۷۳) بازیکن بیسبال، و گزارشگر ورزشی اهل ژاپن است.